# 卡拉蓋區

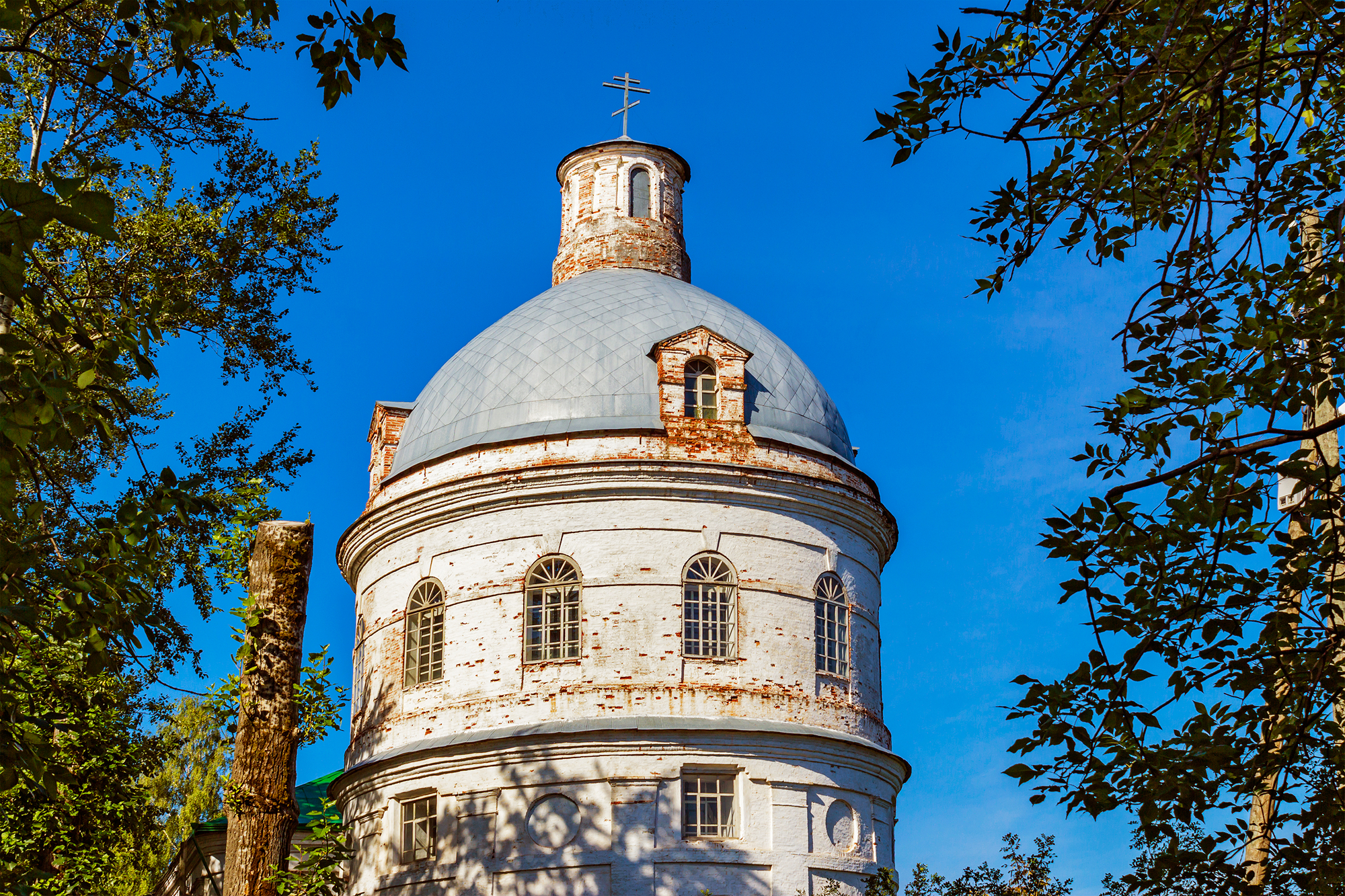

58°28′55″N 55°02′13″E / 58.482°N 55.037°E
卡拉蓋區（俄语：Карагайский район），是俄羅斯的一個區，位於該國中西部，由彼爾姆邊疆區負責管轄，始建於1924年2月27日，面積2,394平方公里，2010年人口22,875，人口密度每平方公里9.56人。